# 恰赫勒烏鄉 (尼亞姆茨縣)
47°03′N 25°58′E / 47.050°N 25.967°E
恰赫勒烏鄉（羅馬尼亞語：Comuna Ceahlău, Neamț），是羅馬尼亞的鄉份，位於該國東北部，由尼亞姆茨縣負責管轄，面積95平方公里，海拔高度508米，2007年人口2,488，人口密度每平方公里26人。